# Shinji Tanaka
Shinji Tanaka (田中 真二, Tanaka Shinji, Saitama, 25 september 1960) is een Japans voormalig voetballer die als middenvelder speelde.

## Clubcarrière
In 1979 ging Tanaka naar de Chuo University, waar hij in het schoolteam voetbalde. Nadat hij in 1983 afstudeerde, ging Tanaka spelen voor Nissan Motors. Met deze club werd hij in 1988/89 en 1989/90 kampioen van Japan. Tanaka veroverde er in 1983, 1985, 1988, 1989 en 1991 de Beker van de keizer en in 1988, 1989 en 1990 de JSL Cup. In 9 jaar speelde hij er 14 competitiewedstrijden. Hij tekende in 1992 bij Urawa Red Diamonds. Tanaka speelde tussen 1992 en 1995 voor Urawa Red Diamonds en Kyoto Purple Sanga. Tanaka beëindigde zijn spelersloopbaan in 1995.

## Japans voetbalelftal
Shinji Tanaka debuteerde in 1980 in het Japans nationaal elftal en speelde 17 interlands.

## Statistieken

### J.League
| Seizoen | Club       | Competitie | J.League | J.League | J.League Cup | J.League Cup | Totaal | Totaal |
| Seizoen | Club       | Competitie | Wed.     | Dlp.     | Wed.         | Dlp.         | Wed.   | Dlp.   |
| ------- | ---------- | ---------- | -------- | -------- | ------------ | ------------ | ------ | ------ |
| 1992    | Urawa Reds | J1 League  | -        | -        | 9            | 0            | 9      | 0      |
| 1993    | Urawa Reds | J1 League  | 22       | 0        | 0            | 0            | 22     | 0      |
| Totaal  | Totaal     | Totaal     | 22       | 0        | 9            | 0            | 31     | 0      |

### Interland
| Japans voetbalelftal | Japans voetbalelftal | Japans voetbalelftal |
| Jaar                 | Wed.                 | Dlp.                 |
| -------------------- | -------------------- | -------------------- |
| 1980                 | 4                    | 0                    |
| 1981                 | 8                    | 0                    |
| 1982                 | 0                    | 0                    |
| 1983                 | 0                    | 0                    |
| 1984                 | 2                    | 0                    |
| 1985                 | 3                    | 0                    |
| Totaal               | 17                   | 0                    |